# Fabio Wyss
Fabio Wyss (ur. 9 czerwca 1989 w Lucernie) – szwajcarski kajakarz, uczestnik igrzysk olimpijskich w 2016 roku oraz mistrzostw Europy i świata.

## Igrzyska olimpijskie
Jest absolwentem studiów dziennikarskich w Winterthur.
Wziął udział w rywalizacji w kategorii K-1 na dystansie 1000 metrów podczas igrzysk w Rio de Janeiro. W eliminacjach zajął 7. miejsce z czasem 3:41,985. Tym samym odpadł z dalszego udziału.